# 7399 Somme
A 7399 Somme (ideiglenes jelöléssel (7399) 1987 BC2) a Naprendszer kisbolygóövében található aszteroida. Eric Walter Elst fedezte fel 1987. január 29-én.